# Nokia (città)
Nokia (conosciuta fino al 1938 con il nome di Pohjois-Pirkkala) è una città finlandese di 35346 abitanti, situata nella regione del Pirkanmaa.

## Storia
Nokia è una città industriale, famosa per aver dato il nome all'omonima azienda di cellulari. L'azienda Nokia venne fondata nel 1865 proprio in questa città da Fredrik Idestam e la sua attività originaria era quella di fabbrica per la produzione di carta. Oggigiorno non esistono più stabilimenti della Nokia (che ha completamente cambiato attività) nella sua città di origine.
La città di Nokia è inoltre famosa, per lo meno in ambito nazionale, per le sue terme, i suoi punti vendita industriali e i suoi canali d'acqua navigabili. Dal 2002 è stata ripristinata la sua stazione ferroviaria, che la mette in collegamento con la città di Pori.

## Etimologia
Il significato della parola nokia viene fatto risalire alla parola nois, che in finlandese antico indica lo zibellino, un animale da pelliccia oramai estinto in Finlandia. Questo a significare che Nokia è stata anche nel passato una città commerciale, dal momento che gli zibellini erano considerati animali pregiati e dunque ad alto valore di mercato.

## Amministrazione

### Gemellaggi
- Karlstad
- Moss
- Horsens
- Blönduós